# Symphoricarpos
Symphoricarpos Duhamel, 1755 è un genere di piante della famiglia delle Caprifoliacee, i cui membri sono noti in italiano come sinforicarpi o sinforine. Sono noti anche col nome inglese di Snowberry o Waxberry. Il nome "snowberry" è dovuto al fatto che, una volta aperto, il frutto appare internamente come composto di una miriade di granelli di neve.

## Descrizione
Le foglie sono lunghe 1.5–5 cm, arrotondate, bilobate alla base. I fiori sono piccoli, verde-bianco, raccolti in piccoli grappi di 5–15 esemplari, ma in alcune specie possono essere anche solo semplicemente appaiati (ad esempio S. microphyllus). I frutti sono cospicui, di 1–2 cm di diametro, soffici, varianti dal bianco (S. albus) al rosa (S. microphyllus) al rosso (S. orbiculatus) sino al viola-nero (S. sinensis).

## Ecologia
La specie più comune, definita Snowberry (Symphoricarpos albus), costituisce un cibo invernale per numerose specie animali durante gli inverni.

## Distribuzione e habitat
Quasi tutte sono native dell'America del Nord e del Centro America, mentre una è originaria della Cina.

## Tassonomia
Il genere comprende le seguenti specie:
- Symphoricarpos acutus (A.Gray) Dieck
- Symphoricarpos albus (L.) S.F.Blake - sinforicarpo comune
- Symphoricarpos guadalupensis Correll
- Symphoricarpos guatemalensis J.K.Williams
- Symphoricarpos hesperius G.N.Jones
- Symphoricarpos longiflorus A.Gray
- Symphoricarpos microphyllus (Humb. & Bonpl. ex Schult.) Kunth - sinforicarpo microfillo
- Symphoricarpos mollis Nutt. - sinforicarpo rampicante
- Symphoricarpos occidentalis (R.Br.) Hook. - sinforicarpo occidentale o Wolfberry
- Symphoricarpos orbiculatus Moench - coralberry
- Symphoricarpos oreophilus A.Gray - sinforicarpo di montagna
- Symphoricarpos palmeri G.N.Jones
- Symphoricarpos parishii Rydb.
- Symphoricarpos rotundifolius A.Gray - sinforicarpo rotundifolio
- Symphoricarpos sinensis Rehder - coralberry cinese

### Alcune specie

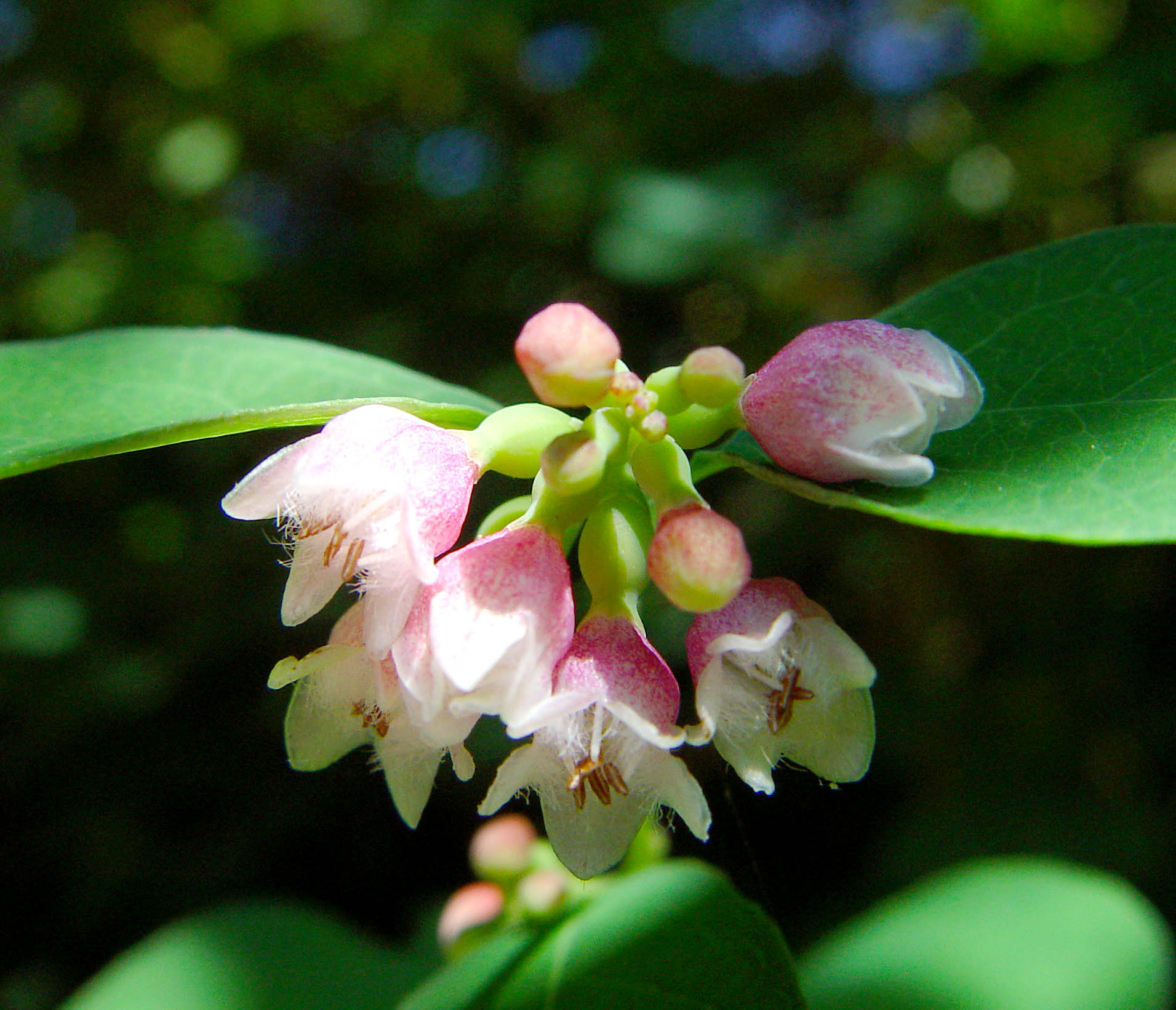
Symphoricarpos albus
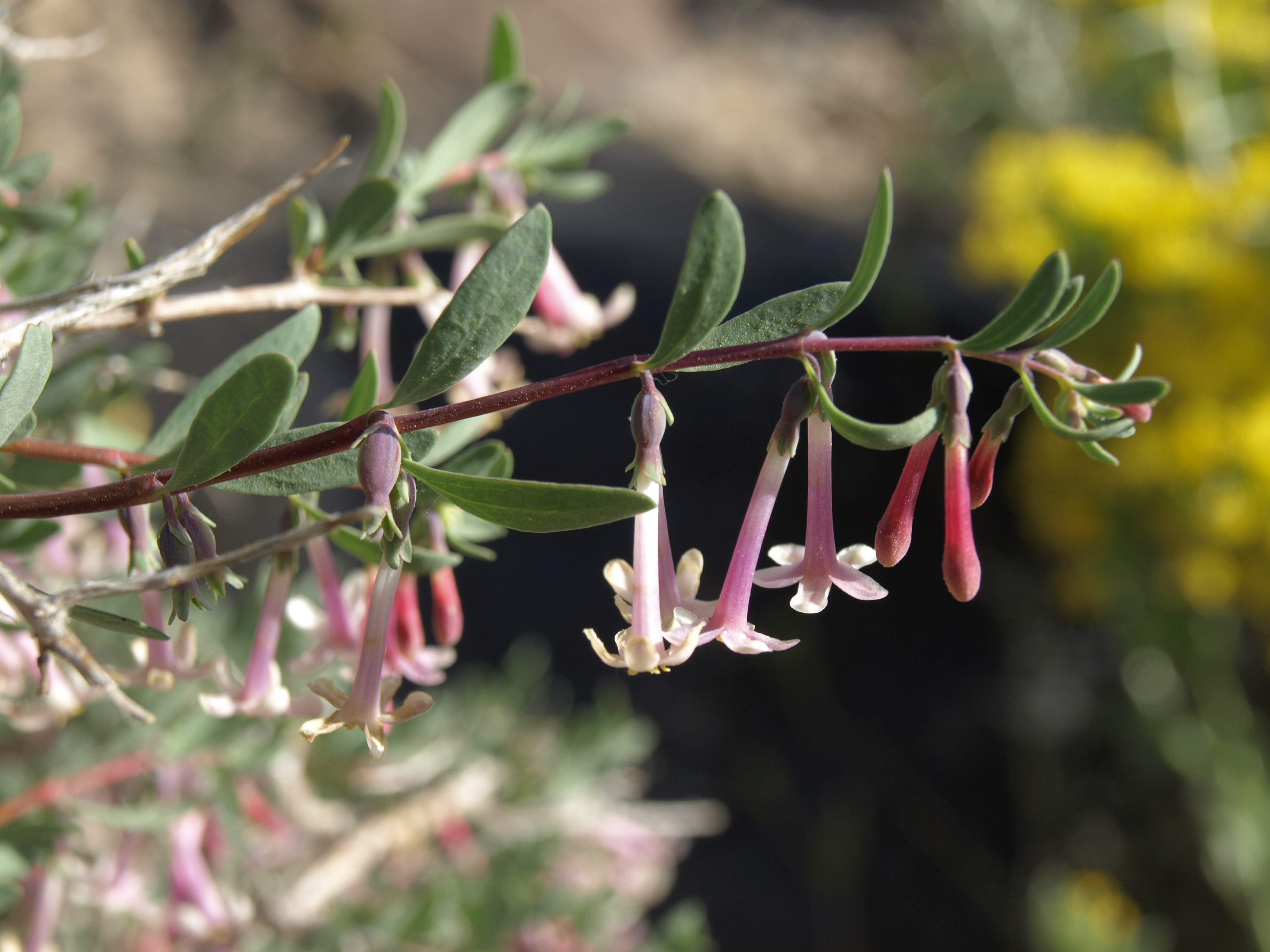
Symphoricarpos longiflorus
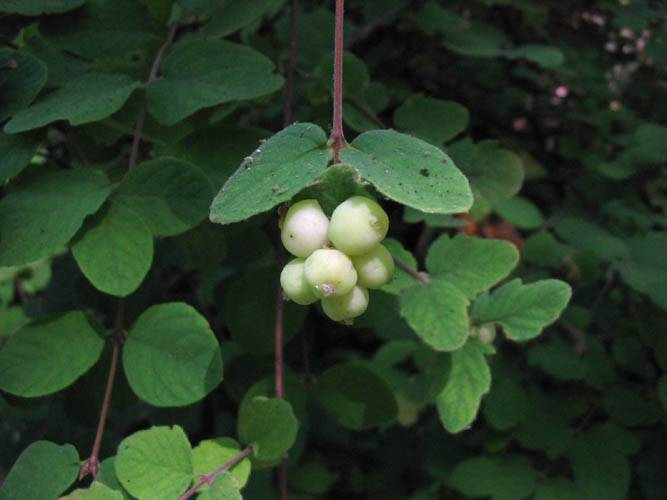
Symphoricarpos mollis
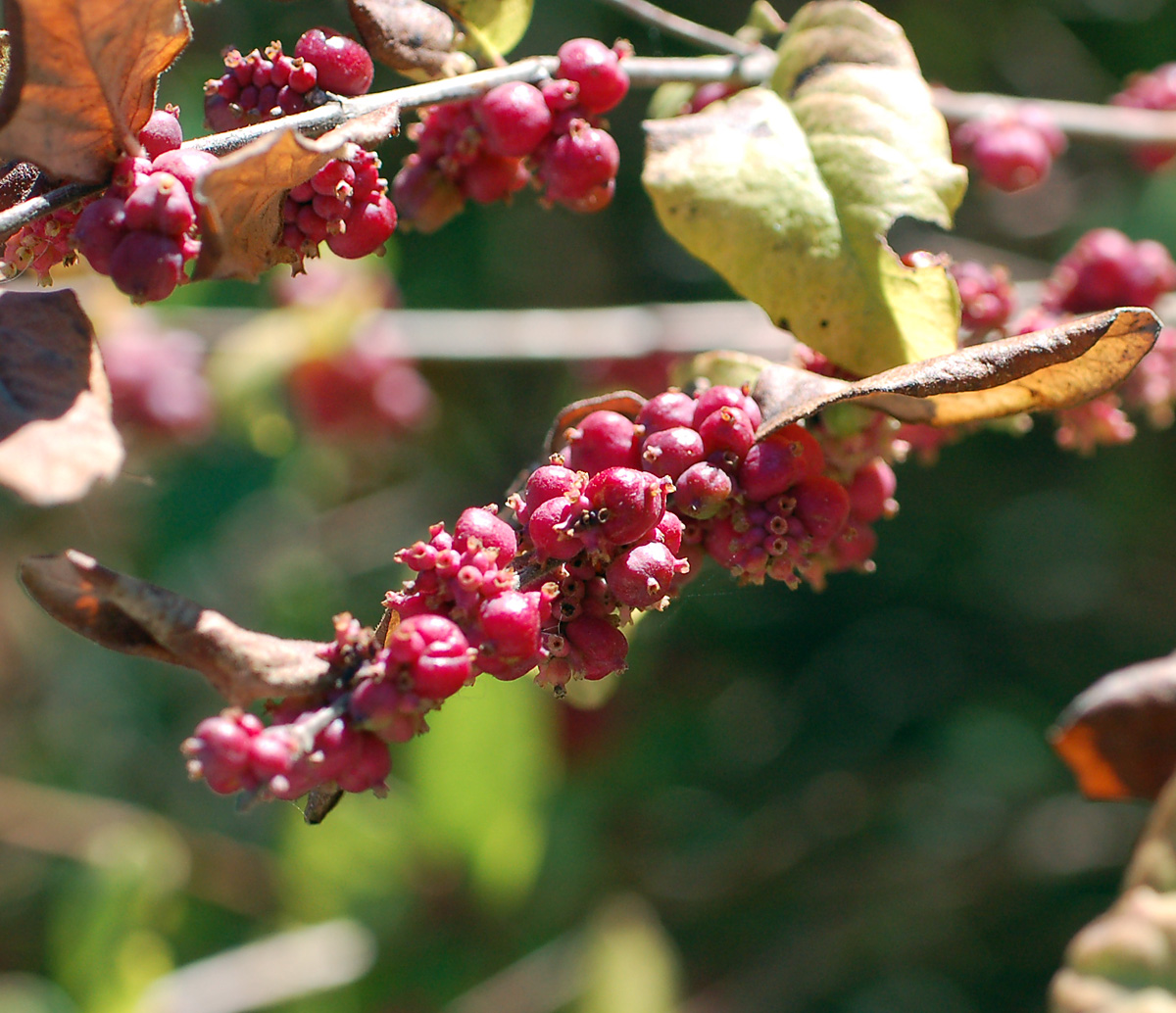
Symphoricarpos orbiculatus
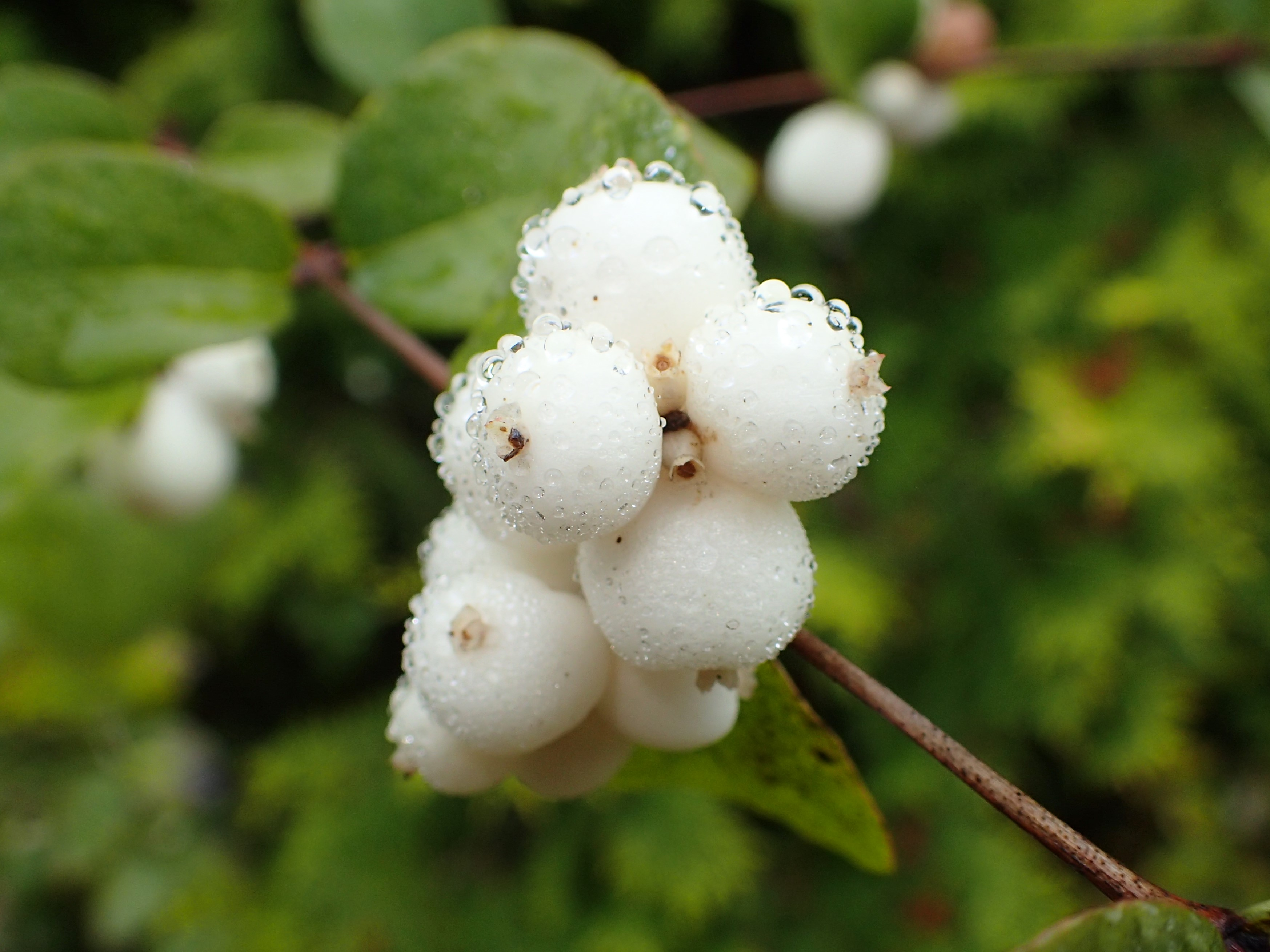
Symphoricarpos rotundifolius

## Tossicità
I suoi frutti sono considerati tossici per l'uomo. Le bacche contengono infatti isochinolina, chelidonina, ed altre tipologie di alcaloidi. L'ingestione dei frutti può causare vomito e malessere generale.

## Coltivazione e usi
Il Sinforicarpo è solitamente coltivato come pianta ornamentale nei giardini, per via della grande decoratività che danno i suoi fiori ed i suoi frutti, soprattutto nelle due varietà, S. albus var. albus, nativa dell'est del Nord America, e S. albus var. laevigatus nativa della costa del Pacifico. Quest'ultima raggiunge altezze anche di 2 metri e come tale fa frutti anche più grossi.